# Piz Argient
Der Piz Argient ([ˌpitsɐrdʑeːnt]ⓘ, im Idiom Puter für «Silbergipfel») ist ein 3943 m ü. M. hoher Gipfel der Schweizer Alpen.
Er liegt auf der Grenze zwischen dem Schweizer Kanton Graubünden und Italien und erhebt sich aus dem Westgrat des Piz Zupò. Der Gipfel bildet den südlichsten Punkt des Morteratschgletschers. Er ist auf Schweizer Seite vollkommen verfirnt und auf der italienischen Seite felsig.
Der Berg ist vom Rifugio Marco e Rosa aus auf einer eigenständigen Tour im Schwierigkeitsgrad WS erreichbar. 

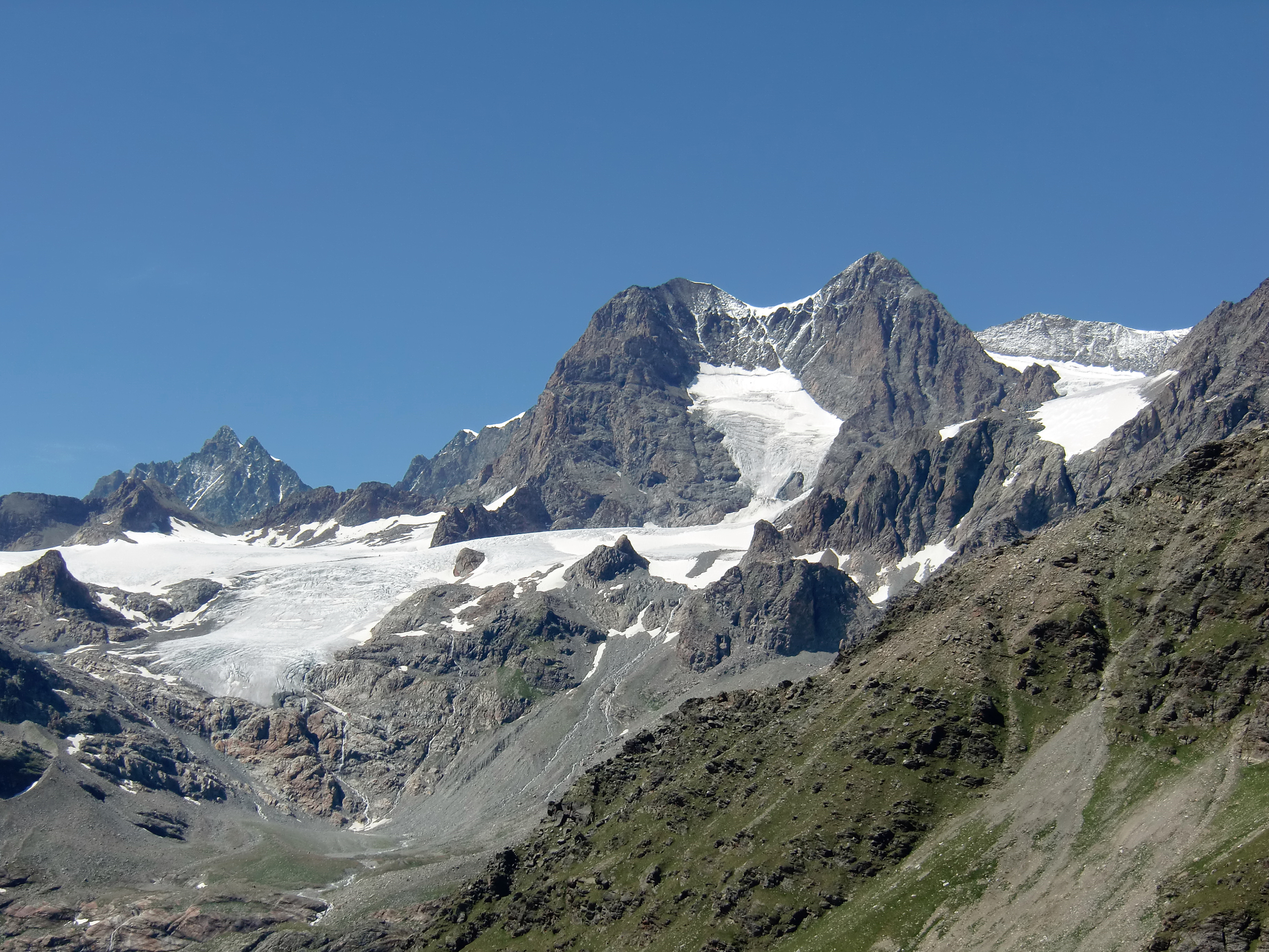
Blick auf die Südflanke des Piz Argient (Mitte links) vom Passo di Canfinal